# 1979-es wimbledoni teniszbajnokság
Az 1979-es wimbledoni teniszbajnokság az év harmadik Grand Slam-tornája, a wimbledoni teniszbajnokság 93. kiadása volt, amelyet június 25–július 7. között rendeztek meg. A férfiaknál a svéd Björn Borg, a nőknél a cseh Martina Navratilova nyert.

## Döntők

### Férfi egyes
Björn Borg –  Roscoe Tanner, 6-7(4), 6-1, 3-6, 6-3, 6-4

### Női egyes
Martina Navratilova –  Chris Evert 6-4, 6-4

### Férfi páros
John McEnroe /  Peter Fleming –  Brian Gottfried /  Raúl Ramírez, 4-6, 6-4, 6-2, 6-2

### Női páros
Billie Jean King /  Martina Navratilova –  Betty Stöve /  Wendy Turnbull, 5-7, 6-3, 6-2

### Vegyes páros
Bob Hewitt /  Greer Stevens –  Frew McMillan /  Betty Stöve, 7-5, 7-6(7)

## Juniorok

### Fiú egyéni
Ramesh Krishnan –  David Siegler 6–0, 6–2

### Lány egyéni
Mary Lou Piatek –  Alycia Moulton 6–1, 6–3
A junior fiúk és lányok páros versenyét csak 1982-től rendezték meg.